# Aleksander Łukasiewicz (polityk)
Aleksander Łukasiewicz (zm. w 1885) – polityk, brat Ignacego Łukasiewicza.  
Poseł do Sejmu Krajowego Galicji IV i V kadencji (1877–1885), wybrany z okręgu wyborczego nr 29 Bohorodczany-Sołotwina. 
Starosta c. k. powiatu bohorodczańskiego m.in. około 1879, w 1881. Od około 1883 starosta c. k. powiatu trembowelskiego.
Zmarł w 1885, na jego miejsce 17 października 1885 obrano Kornela Strassera.